# Nguenar Ndiaye
Nguenar Ndiaye, née le 10 janvier 1995, est une footballeuse internationale sénégalaise, qui occupe le poste d’attaquante au sein du club de Bourges, en Division 3 féminine, ainsi qu’au sein de l’équipe nationale du Sénégal.

## Carrière

### Carrière en club
Nguenar Ndiaye commence sa pratique du football au poste de gardienne de but. Aux Dorades de Mbour, elle évolue ensuite au poste d'attaquante. Elle joue ensuite au Dakar Sacré-Cœur avant d'être transféré en France, au Bourges FC, en 2021.

### Carrière en sélection
Ndiaye est sélectionnée en équipe nationale sénégalaise séniore lors des qualifications pour la Coupe d'Afrique des Nations féminine 2018.
Elle dispute la Coupe d'Afrique des nations à deux reprises, en 2022 et en 2024.

## Palmarès
- Championnat du Sénégal féminin :
  - Champion : 2021